# Айрен
Айрен (исп. Airén) — сорт белого винограда, используемый для производства белых вин и бренди в Испании, особенно в регионе Ла-Манча и вообще на территории между Мадридом и Севильей.

## История
В XV веке был известен сорт lairén, однако его тождество с айреном не является общепризнанным. В сочинении  «Общее земледелие» (1513) Габриэль Алонсо де Эррера использовал для его описания название Datileña (от dátil — «финик»), потому что ягоды в грозди расположены сходно с финиками. Эррера признавал, что не пробовал вино из этого винограда, но отмечал, что по дошедшим до него сообщениям оно не очень крепкое (не полнотелое) и что лучше всего приготовлять из этого винограда изюм, потому что ягоды имеют хорошую форму и их много в кисти.

В 1807 году испанский ампелограф С. Р. Клементе разделил винный айрен из Ла-Манчи и сорт, описанный Эррерой в качестве подходящего для производства изюма. По Клементе айрен был также известен как antúo laerén и laerén del rey. Описание сорта у него следующее: 
«Одревесневшие белёсые побеги. Листья зелёно-желтоватые сильно расплывчатые, мелкобугристые и с короткими зубцами, поздноопадающие. Ягоды очень плотно сидящие, большие, позднеспелые, с явно выраженными прожилками. (Sarmientos blanquecinos muy duros. Hojas verde-amarillentas muy borrosas, con los senos poco profundos y los dientes cortos, que caen tarde. Uvas muy apiñadas, grandes, algo tardías, con venas manifiestas)»
По сообщению Клементе, айрен культивировался в андалусских городах Санлукар-де-Баррамеда, Херес-де-ла-Фронтера, Требухена, Аркос-де-ла-Фронтера, Эспера, Могер, Тарифа и Пахарете, а также в городах Ла-Манча-де-Вальдепеньяс, Томельосо и Мансанаресе. Посадки айрена как сорта, без проблем переносящего засушливый жаркий климат, сильно выросли после нашествия филлоксеры, которое пришлось в Испании на рубеж XIX и XX веков. Практически вся Ла-Манча к середине XX века была засажена одним айреном, что позволяет считать её крупнейшей в мире винодельческой территорией, засаженной одним сортом винограда. Преобладание айрена в винодельческом районе Вальдепеньяс привело даже к появлению альтернативного названия сорта — вальдепеньяс.

К концу XX века айрен занимал бо́льшую территорию виноградников, чем любой иной сорт в мире (в 1996 году — свыше 423 000 га). Поскольку между рядами лоз айрена необходимо оставлять бо́льшее пространство, чем между кустами большинства других сортов, по абсолютному количеству виноградных кустов (лоз) он уступал и мерло, и каберне-совиньону. С начала XXI века, по мере того, как становится более экономически выгодным производить красное вино, посадки айрена неуклонно сокращаются в пользу темпранильо и других сортов чёрного винограда. По состоянию на 2004 год айрен занимал 306 000 га, на 2010 год — 252 000 га (третье место в мире), а ещё через пять лет его территория сократилась до 215 000 га (что составляет 23 % всех виноградников Испании). 

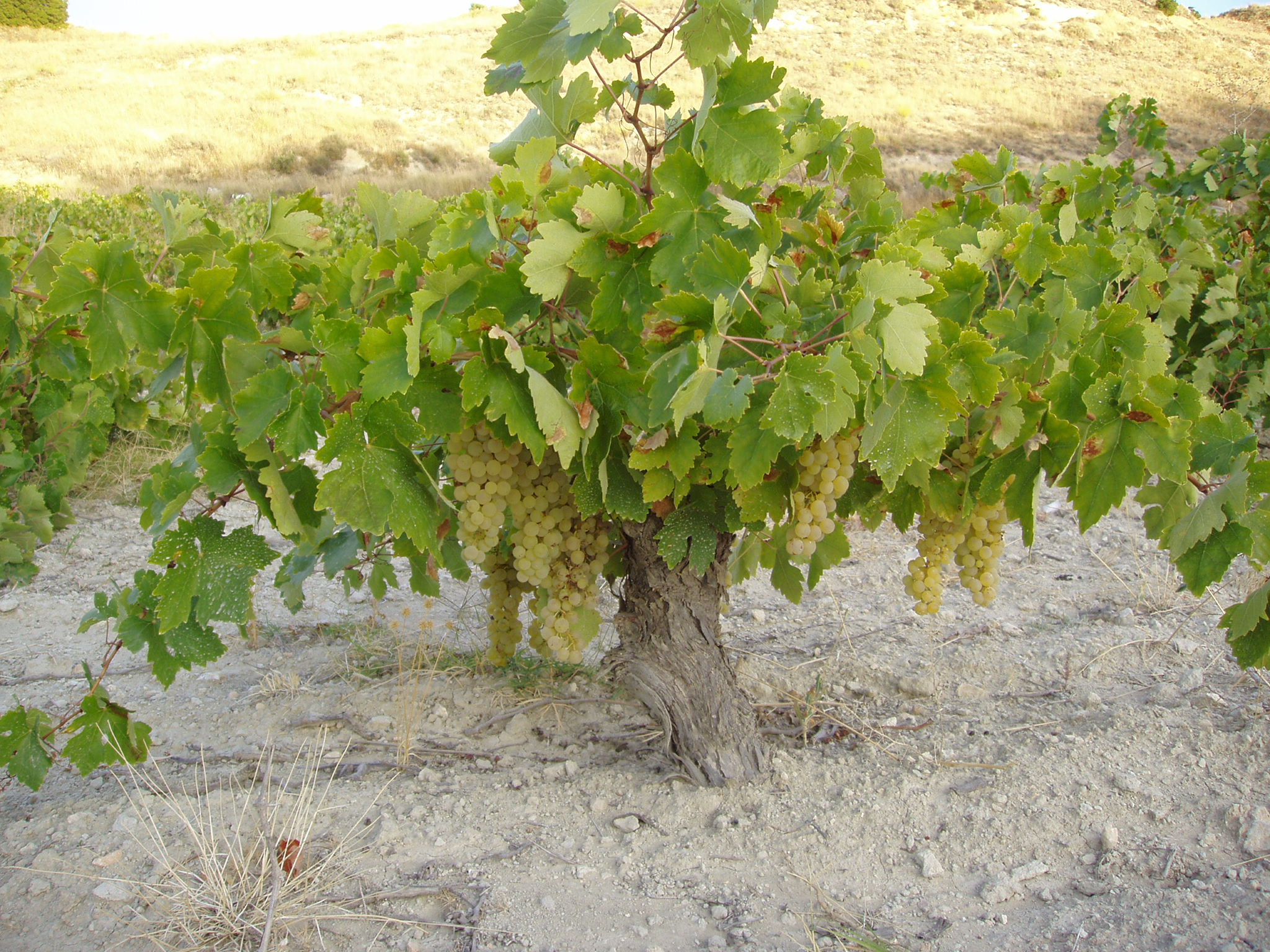
Шестидесятилетняя лоза под Мадридом

## Винная продукция
Для айрена характерна низкая плотность лоз в винограднике (1500 лоз на гектар), что побуждает виноградарей «выжимать» как можно больше винограда с каждой лозы, а такой подход исключает производство качественных, насыщенных вин. Тем не менее в начале XXI века в испанской прессе появлялись сообщения об улучшении качества вин из айрена в связи с освоением более совершенных технологий.
Вина из айрена традиционно считаются кисловатыми и безликими. Соответственно, виноматериалы в основном подвергаются дистилляции и перерабатываются в бренди (виноградную водку).